# Yongxin
För andra betydelser, se Yongxin (olika betydelser).
Yongxin  tidigare romaniserat Yungsin, är ett härad som lyder under Ji'ans stad på prefekturnivå i Jiangxi-provinsen i södra Kina. Det ligger omkring 250 kilometer sydväst om provinshuvudstaden Nanchang.
Finska missionärer från Kinesiska inlandsmissionen bedrev en flickskola på orten i början på 1900-talet.
På grund av sitt läge nära gränsen till Hunan-provinsen var orten ett tillhåll för kommunistpartiets tidiga revolutionära verksamhet i regionen. Mao Zedongs tredje hustru He Zizhen och den kommunistiske militären Zhang Guohua kommer från orten.